# Heliconius weymeri
Heliconius weymeri is een vlinder uit de familie Nymphalidae. De wetenschappelijke naam van de soort is voor het eerst geldig gepubliceerd in 1896 door Otto Staudinger.